# 菲洛帕波斯紀念碑
菲洛帕波斯紀念碑（希臘語：Μνημείο Φιλοπάππου）是位於希臘首都雅典的一座古希臘陵墓和紀念碑。1898年，紀念碑得到了發掘。現在紀念碑只保存有三分之二的部分。

## 外部連結
- Photographs of Philopappos Monument （页面存档备份，存于）
- Philopappus' Funerary Monument （页面存档备份，存于）
- Philopappos Monument （页面存档备份，存于）
- The Philopappou movement （页面存档备份，存于）

Template:雅典地標